# Calvos de Randín
Calvos de Randín è un comune spagnolo di 1 240 abitanti situato nella comunità autonoma della Galizia.